# フローレンス・キャロル
フローレンス・キャロル（Florence Carroll、1907年6月9日 - 2021年4月15日）はアメリカのスーパーセンテナリアン。アメリカ・コネチカット州に在住していた長寿の女性。

## 生涯
ニューヨーク州生まれ。若いころは料理人として働き、1930年にニューヨーク州の運輸省で働いていたジョン・キャロルと結婚。生前はバードウオッチングやガーデニングを趣味としていた。
2021年3月2日、ミシガン州在住のエレン・グッドウィルが114歳28日で死去し、113歳266日でアメリカで3番目の長寿者となった。
2021年4月15日、113歳310日で死去。また、キャロルが死去した2日後の同年4月17日にはアメリカ最高齢者であるヘスター・フォードが115歳245日で死去している。